# Prospetto Informativo di Rete
Il Prospetto Informativo di Rete (PIR) è un prospetto informativo che ha la funzione di regolare i rapporti tra l'impresa ferroviaria e il gestore dell'infrastruttura (in Italia è Rete Ferroviaria Italiana). Il PIR nasce con l'esigenza di aprire il mercato ferroviario anche ai privati. Prima della liberalizzazione ferroviaria, infatti esisteva una sola impresa ferroviaria e un solo gestore dell'infrastruttura che appartenevano ad un solo ente: le Ferrovie dello Stato. Quando il mercato venne aperto (prima nel servizio merci poi in quello passeggeri) era necessario stabilire un contratto tra il gestore dell'infrastruttura e le varie imprese ferroviarie.
Nel 2003 viene approvato il Decreto legislativo 188/03 che ufficializza l'entrata in vigore del Prospetto Informativo di Rete.
Il PIR viene redatto dall'Amministratore delegato di Rete Ferroviaria Italiana dopo una lunga consultazione tra tutti i soggetti interessati e tra tutte le strutture di RFI. Viene infine approvato e ratificato dall'Ufficio per la Regolazione dei Servizi Ferroviari del Ministero delle Infrastrutture e dei Trasporti.
La realizzazione e l'aggiornamento del Prospetto Informativi di Rete tiene conto dei seguenti parametri:
- le esperienze rilevate dalle varie imprese ferroviarie;
- l'analisi sulla evoluzione nello scenario infrastrutturale;
- l'analisi delle evoluzioni economiche ed industriali;
- le indicazioni pervenute da parte dell'Ufficio per la Regolazione dei Servizi Ferroviari;
- la consultazione dei soggetti interessati (le Regioni che sottoscrivono i contratti di servizio con le imprese ferroviarie).

È possibile consultare il PIR online anche in lingua inglese (Network Statement Archiviato il 25 febbraio 2016 in Internet Archive.) per favorire una informazione a livello di tutti e internazionale. Nell'edizione online sono esclusi gli allegati tecnici; per chi volesse acquistare una copia completa del PIR può richiederla (dietro pagamento di 220 €) alla Direzione Commerciale ed Esercizio Rete di RFI. Negli allegati tecnici sono anche elencate le caratteristiche delle linee e degli impianti ferroviari e le tariffe per poter utilizzare le infrastrutture ferroviarie.
Il PIR viene aggiornato ogni dicembre e la sua entrata in vigore coincide con il cambiamento dell'orario ferroviario.